# Pomnik Alfreda Smoczyka w Lesznie
Pomnik Alfreda Smoczyka w Lesznie – pomnik Alfreda Smoczyka przedstawiający wtapiającego się w przechodniów, naturalnej wielkości żużlowca opartego o motocykl, na którym przed momentem startował. Zawodnik ubrany jest w strój żużlowy, ma na sobie plastron z orłem.

## Idea postawienia pomnika
Pomysł postawienia pomnika Alfredowi Smoczykowi zrodził się w 2007 roku, podczas rozgrywanego w Lesznie finału Drużynowego Pucharu Świata na żużlu. Wielu kibiców sportu żużlowego odwiedziło wówczas prezentację historii leszczyńskiego żużla, szczególnie zwracając uwagę na pamiątki związane ze Smoczykiem. Skłoniło to Wydział Promocji i Rozwoju Urzędu Miasta Leszna do złożenia propozycji postawienia pomnika upamiętniającego jedną z najwybitniejszych postaci żużlowego świata. Propozycja ta zyskała poparcie Prezydenta Miasta Leszna oraz Polskiego Związku Motorowego.

## Kontrowersje
Realizację projektu powierzono leszczyńskiemu rzeźbiarzowi, Piotrowi Wełniakowi. Artysta wykonał pięć projektów pomnika żużlowca. Trzy z nich miały zostać przedstawione władzom Leszna, z których włodarze miasta wybrali jeden. Pierwsza, wstępna koncepcja pomnika, wywołała jednak sporą dyskusję wśród osób zainteresowanych jego postawieniem. Swoje niezadowolenie wyrażali: kibice żużlowi, część radnych Leszna oraz rodzeństwo Alfreda Smoczyka. Wełniakowi zarzucono zbytnią abstrakcyjność i stylizację postaci żużlowca i motocykla. Siostra zawodnika zagroziła, że nie pojawi się na uroczystości odsłonięcia pomnika. 
Dzięki merytorycznej dyskusji oraz konsultacjom artysty z rodziną Smoczyka udało się osiągnąć kompromis. Zmiana projektu, zaakceptowana przez bliskich żużlowca, umożliwiła realizację przedsięwzięcia w zamierzonym czasie.

## Odsłonięcie
10 maja 2008 roku, w dniu rozgrywania zawodów Grand Prix Europy na żużlu w Lesznie, dokonano odsłonięcia pomnika. W uroczystości uczestniczyli: Tomasz Malepszy (Prezydent Miasta Leszna), Andrzej Witkowski (prezes Polskiego Związku Motorowego), Józef Dworakowski (prezes Unii Leszno) oraz Urszula Plewa (siostra Alfreda Smoczyka). Posąg, odlany z brązu, realistycznie przedstawiający żużlowca, stanął na skwerku przy Stadionie im. Alfreda Smoczyka, od strony ullicy 17 stycznia. Koszt inwestycji wyniósł blisko 100 tysięcy złotych i sfinansowany został w równych częściach z budżetu Leszna oraz Polskiego Związku Motorowego.